# Asus
Asus is een producent van computers (laptops en desktops), smartphones en onderdelen voor computers.
Het bedrijf maakt een breed gamma moederborden voor verschillende processorfabrikanten, maar vooral voor Intel en AMD. Daarnaast fabriceert Asus ook videokaarten (meestal met chips van NVIDIA en AMD), barebone-pc's, netwerkproducten enzovoort.
Asus werd opgericht in 1989 in Taiwan door TH Tung, Ted Hsu, Wayne Hsieh et MT Lia. Het hoofdkantoor is gevestigd in Taipei, de meeste fabrieken zijn eveneens in Taiwan gevestigd, op een fabriek in China na. Asus heeft inmiddels ook vele vestigingen in Europa, waaronder in Duitsland, Nederland, Tsjechië en Frankrijk.

## Geschiedenis
In 1989 begon Asus met de productie van moederborden waarop twee Pentium-processoren pasten. In 1996 begon men met servers die ASUSPRO gingen heten. In 1997 begon men met de productie van laptops, waarvan er in 1998 één mee mocht naar het ruimtestation Mir; daar heeft deze gewerkt zonder ook maar één keer uit te vallen. In 1999 was Asus de eerste met een cd-romstation dat snelheden van 40× en 50× aankon. In 2000 werd een van hun modems eervol vermeld voor CableLabs.
Asus heeft ongeveer 17.000 mensen in dienst.